# .fj
.fj ist die länderspezifische Top-Level-Domain (ccTLD) Fidschis. Sie wurde am 3. Juni 1992 eingeführt und wird von der Universität des Südpazifik betrieben.

## Eigenschaften
Insgesamt darf eine .fj-Domain zwischen zwei und 63 Stellen lang sein und nur alphanumerische Zeichen beinhalten; die Vergabe erfolgt in der Regel innerhalb von drei Wochen. Es existieren keine besonderen Beschränkungen, sodass jede natürliche oder juristische Person (auch ohne Wohnsitz oder Niederlassung auf den Fischi) eine .fj-Domain anmelden kann. Registrierbar sind ausschließlich einige Second-Level-Domains, beispielsweise .com.fj für Unternehmen und .net.fj für Internet Service Provider.